# K-9
Il K-9 o R-9, noto come AA-4 Awl (designazione NATO) in occidente, è un missile aria-aria (in inglese: AAM - Air to Air Missile) di fabbricazione sovietica.
Nato come missile a lungo raggio il cui sviluppo fu affidato, alla fine degli anni '50, all'OKB Raduga, parte del bureau Mikoyan Gurevich, come K-9 o K-155 (il numero della fabbrica di Mikoyan) ma non fu mai prodotto in serie.
Molto più tardi alcune foto lo ritraggono montato sul prototipo Ye-152A nel 1991. Non venne mai usato in combattimento sia per le rilevanti dimensioni di fusto e alette sia per il suo eccessivo peso.